# Келлан Елліот
Келлан Елліот (англ. Callan Elliot, нар. 7 липня 1999, Дамфріс) — новозеландський футболіст, захисник клубу «Окленд» та національної збірної Нової Зеландії.
Виступав також за клуби «Тасман Юнайтед» та «Веллінгтон Фенікс».

## Клубна кар'єра
Народився 7 липня 1999 року в місті Дамфріс. Вихованець футбольної школи клубу «Тасман Юнайтед». Дорослу футбольну кар'єру розпочав 2016 року в основній команді того ж клубу, в якій провів два сезони, взявши участь у 17 матчах чемпіонату. 
Своєю грою за цю команду привернув увагу представників тренерського штабу резеовної команди клубу «Веллінгтон Фенікс», до складу якого приєднався 2018 року. Відіграв за дубль клубу з Веллінгтона наступні два сезони своєї ігрової кар'єри.
У 2018 році уклав контракт з клубом «Веллінгтон Фенікс», у складі якого провів наступні два роки своєї кар'єри гравця. 
Протягом 2020—2021 років захищав кольори клубу «Ксанті».
З 2021 року знову, цього разу два сезони захищав кольори клубу «Веллінгтон Фенікс». 
Протягом 2024 року захищав кольори клубу «Мотервелл».
До складу клубу «Окленд» приєднався 2024 року. Станом на 11 червня 2025 року відіграв за команду з Окленда 20 матчів в національному чемпіонаті.

## Виступи за збірні
У 2018 році дебютував у складі юнацької збірної Нової Зеландії (U-19), загалом на юнацькому рівні взяв участь у 5 іграх.
У 2019 році залучався до складу молодіжної збірної Нової Зеландії. На молодіжному рівні зіграв у 3 офіційних матчах.
У 2021 році захищав кольори олімпійської збірної Нової Зеландії. У складі цієї команди провів 3 матчі. У складі збірної — учасник  футбольного турніру на Олімпійських іграх 2020 року у Токіо.
У 2023 році дебютував в офіційних матчах у складі національної збірної Нової Зеландії.